# Kristijan Polovanec
Kristijan Polovanec est un joueur de football croate né le 10 octobre 1979.